# Kusatsu Onsen
Kusatsu Onsen (草津温泉?) är en ort med varma källor i Gunma prefektur i Japan, nordväst om Tokyo. 

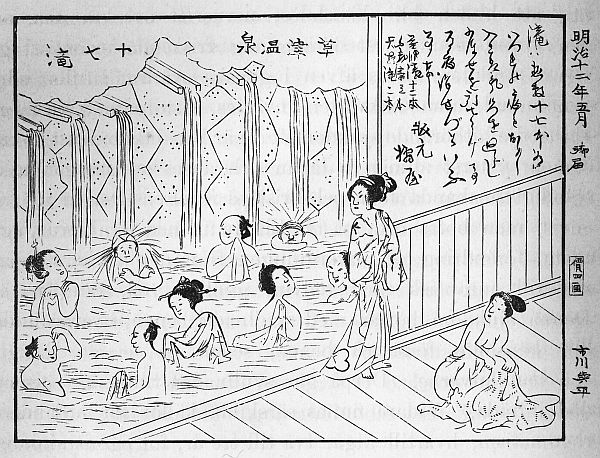
Badhus i Kusatsu Onsen

Det finns 13 allmänna bad i Kusatsu Onsen. De små badhusen är gratis för både boende i staden och för turister. De sköts av stadsinvånarna själva. Varmvattnet kommer från källor på det 2 160 meter höga närbelägna berget och aktiva vulkanen Kusatsu-Shirane, och vattnet är ogenomskinligt till klart, beroende av varifrån exakt ett bads vatten kommer.
Baden är välkända i trakten sedan århundraden tillbaka, men de blev mer allmänt bekanta i Japan efter det att de rekommenderats för hälsobringande egenskaper av Erwin Bälz, en tysk läkare som undervisade i västerländsk medicin på Tokyos universitet.

## Bildgalleri

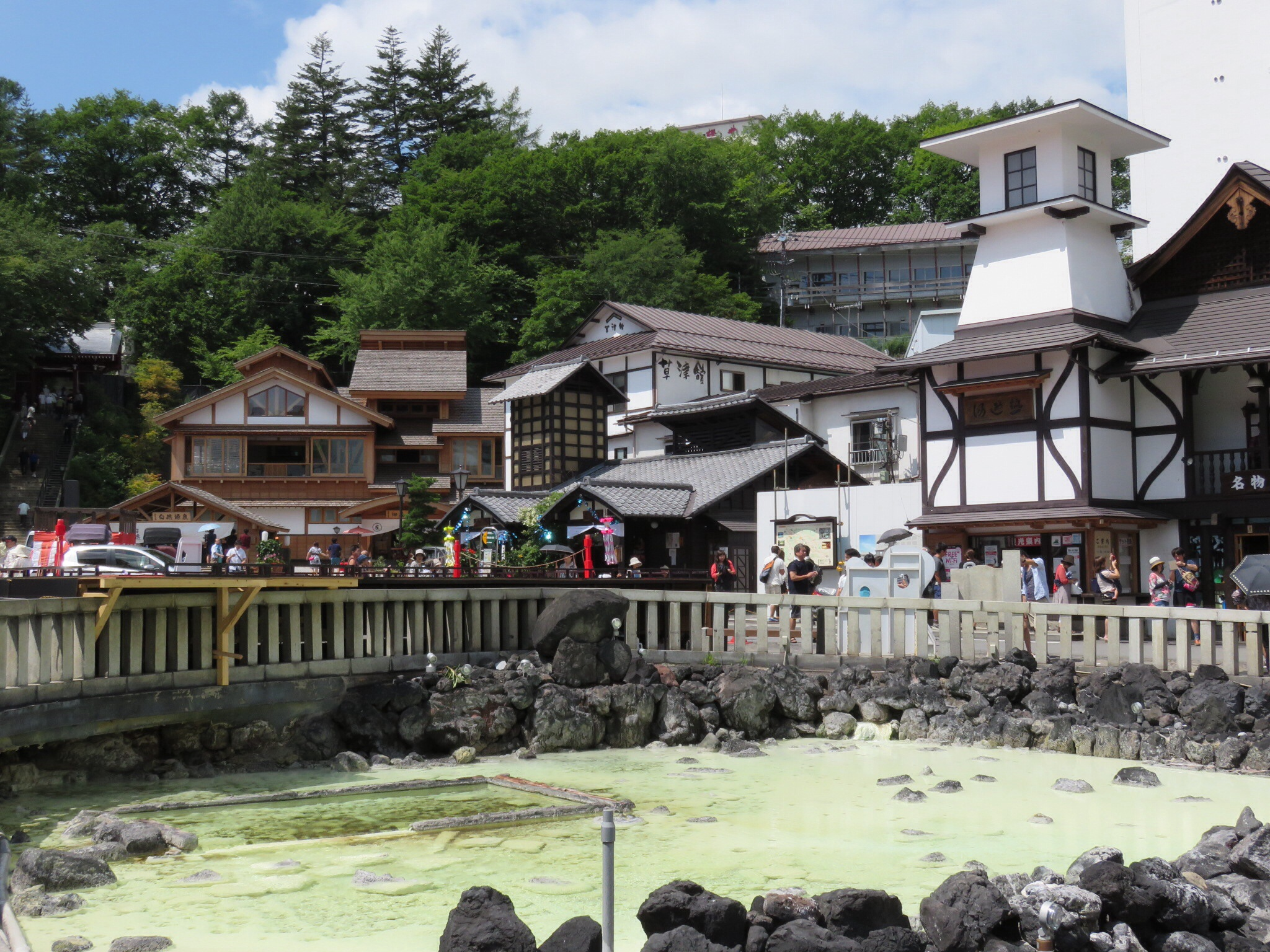
Hett vatten i Kusatsu
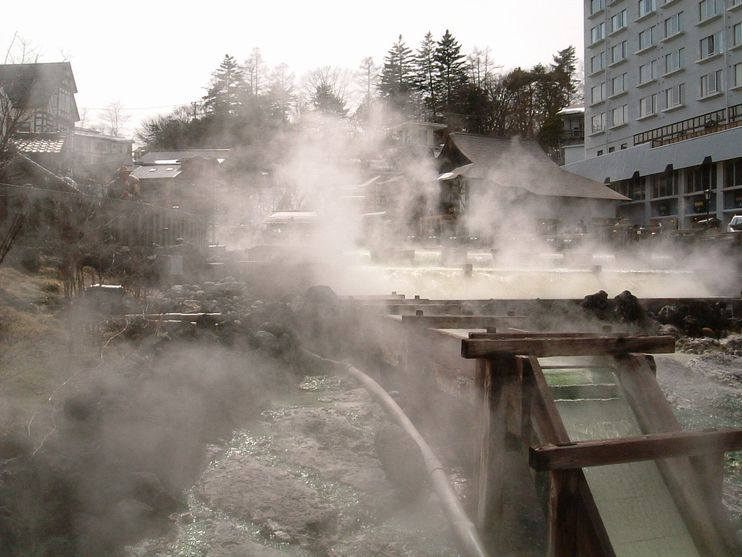
Kusatsu Yubatake, en del av Kusatsu
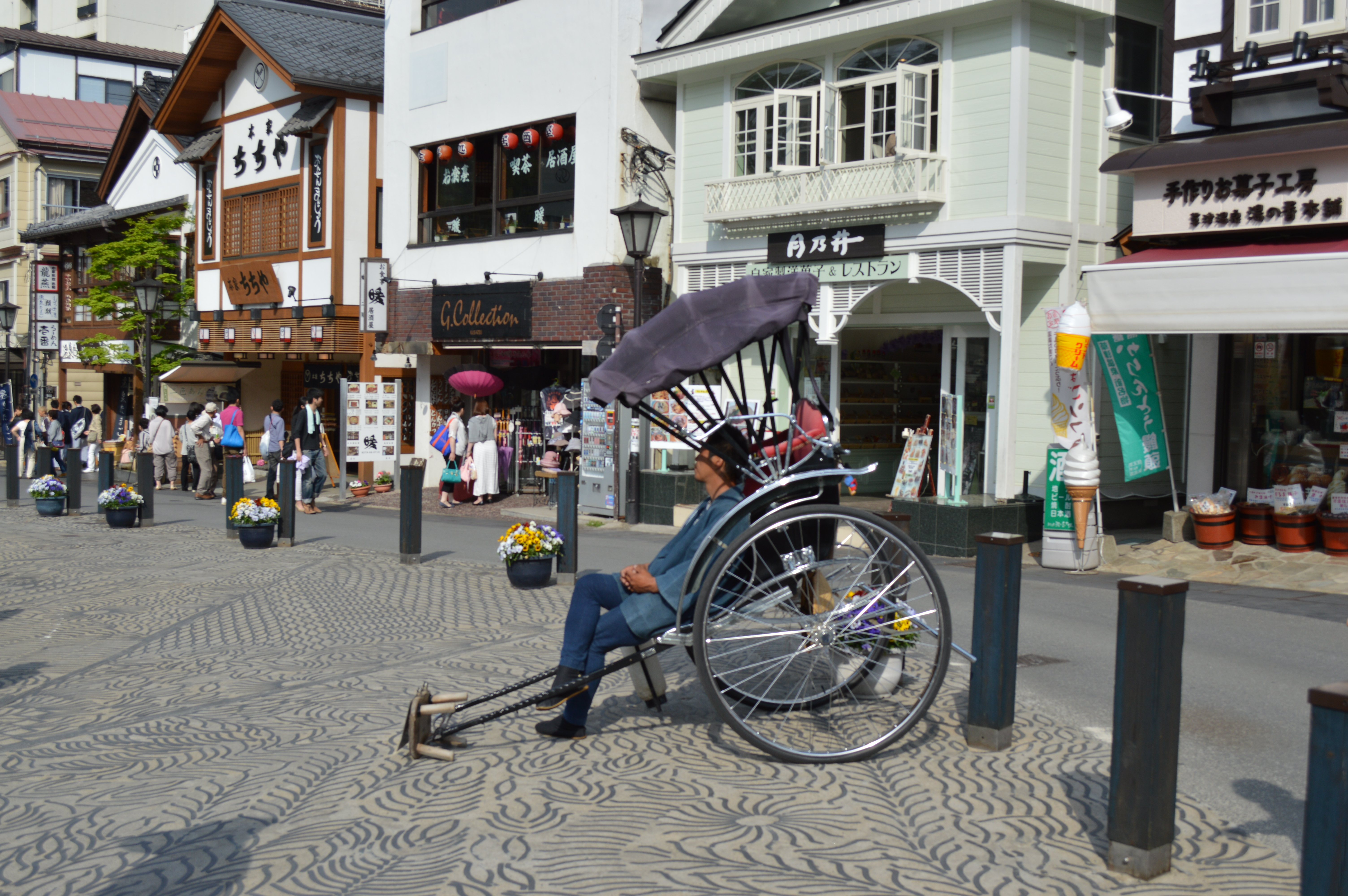
Stadsbild
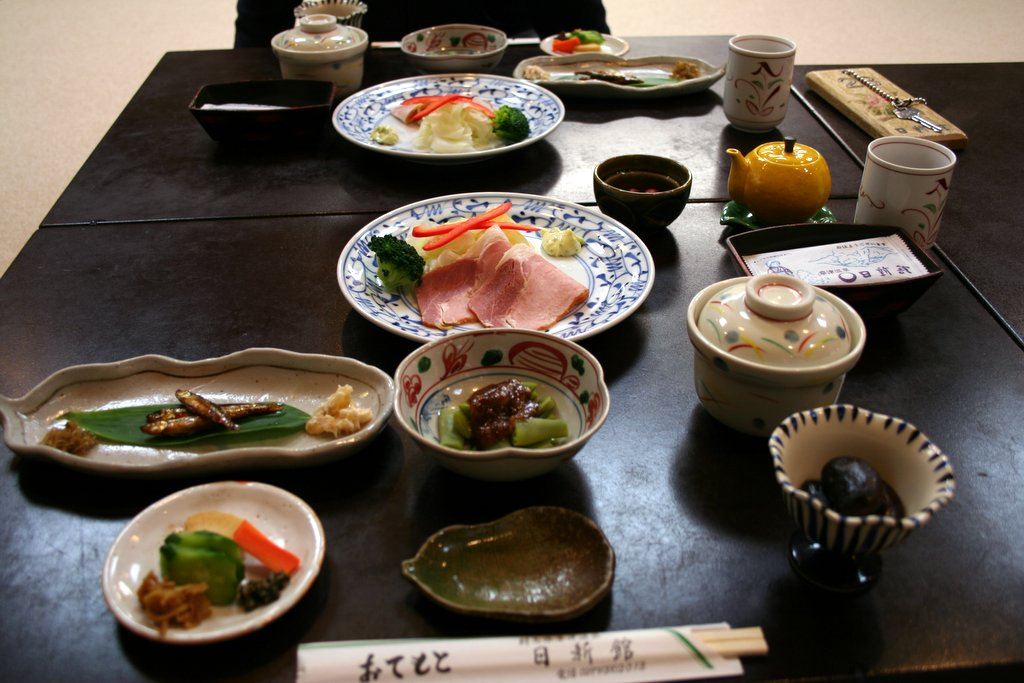
Hotellfrukost i Kusatsu Onsen